# Équipe d'Islande masculine de handball au Championnat d'Europe 2016
Cet article relate le parcours de l'Équipe d'Islande masculine de handball lors du Championnat d'Europe 2016 organisé en Pologne du 15 janvier au 31 janvier 2015. Il s'agit de la 9e participation de l'Islande aux Championnats d'Europe.
Malgré une victoire lors de son premier match face à la Norvège, futur médaillée de bronze, l'Islande est éliminée dès le tour préliminaire et termine à la 13e place.

## Présentation

### Qualification
|   | Équipe     | Pts | J | G | N | P | Bp  | Bc  | Diff |  | Résultats (dom.\ext.) |       |       |       |       |
| - | ---------- | --- | - | - | - | - | --- | --- | ---- |  | --------------------- | ----- | ----- | ----- | ----- |
| 1 | Islande    | 9   | 6 | 4 | 1 | 1 | 191 | 137 | 54   |  | Islande               |       | 38-22 | 34-22 | 36-19 |
| 2 | Serbie     | 8   | 6 | 3 | 2 | 1 | 153 | 152 | 1    |  | Serbie                | 25-25 |       | 25-21 | 32-23 |
| 3 | Monténégro | 7   | 6 | 3 | 1 | 2 | 146 | 152 | -6   |  | Monténégro            | 25-24 | 23-23 |       | 33-27 |
| 4 | Israël     | 0   | 6 | 0 | 0 | 6 | 134 | 183 | -49  |  | Israël                | 24-34 | 22-26 | 19-22 |       |

### Maillots
L'équipe d'Islande porte pendant l'Euro 2016 un maillot confectionné par l'équipementier Kempa.
| Couleurs | Bleu, rouge et blanc |
| Marque   | Kempa                |
| Domicile | Extérieur            |

### Matchs de préparation
L'Islande a joué 4 matchs de préparation :
| Équipe 1  | Résultat | Équipe 2 |
| --------- | -------- | -------- |
| Islande   | 28-32    | Portugal |
| Islande   | 26-25    | Portugal |
| Allemagne | 26-25    | Islande  |
| Allemagne | 24-27    | Islande  |

## Résultats
|   | Équipe      | Pts | J | G | N | P | Bp | Bc  | Diff | Dép |
| - | ----------- | --- | - | - | - | - | -- | --- | ---- | --- |
| 1 | Norvège     | 4   | 3 | 2 | 0 | 1 | 88 | 84  | 4    | +3  |
| 2 | Croatie     | 4   | 3 | 2 | 0 | 1 | 95 | 83  | 12   | -3  |
| 3 | Biélorussie | 2   | 3 | 1 | 0 | 2 | 87 | 94  | -7   | +1  |
| 4 | Islande     | 2   | 3 | 1 | 0 | 2 | 92 | 101 | -9   | -1  |

| 15.01.2016 - 18h15 | Islande     | 26 | 25 | Norvège |
| 17.01.2016 - 16h00 | Biélorussie | 39 | 38 | Islande |
| 19.01.2016 - 20h30 | Croatie     | 37 | 28 | Islande |

| 15 janvier 2016 18h15 | Islande      | 26-25   | Norvège    | Spodek, Katowice Affluence : 6 200 Arbitrage : Geipel, Helbig |
| 15 janvier 2016 18h15 | Pálmarsson 8 | (10-11) | Bjørnsen 7 | Spodek, Katowice Affluence : 6 200 Arbitrage : Geipel, Helbig |
| 15 janvier 2016 18h15 | ×4 ×7        | Rapport | ×4         | Spodek, Katowice Affluence : 6 200 Arbitrage : Geipel, Helbig |

| 17 janvier 2016 16h00 | Biélorussie  | 39-38   | Islande     | Spodek, Katowice Affluence : 6 200 Arbitrage : Horáček, Novotný |
| 17 janvier 2016 16h00 | Pukhouski 11 | (17-18) | Petersson 6 | Spodek, Katowice Affluence : 6 200 Arbitrage : Horáček, Novotný |
| 17 janvier 2016 16h00 | ×3 ×6        | Rapport | ×2 ×5       | Spodek, Katowice Affluence : 6 200 Arbitrage : Horáček, Novotný |

| 19 janvier 2016 20h30 | Croatie | 37-28   | Islande                  | Spodek, Katowice Affluence : 7 000 Arbitrage : Stark, Ştefan |
| 19 janvier 2016 20h30 | Marić 8 | (19-10) | Gunnarsson, Sigurðsson 6 | Spodek, Katowice Affluence : 7 000 Arbitrage : Stark, Ştefan |
| 19 janvier 2016 20h30 | ×4 ×5   | Rapport | ×3 ×4                    | Spodek, Katowice Affluence : 7 000 Arbitrage : Stark, Ştefan |

## Statistiques et récompenses

### Buteurs
| Rang | Joueur                    | Tot. | Tirs | %     | 7m  | MJ |
| ---- | ------------------------- | ---- | ---- | ----- | --- | -- |
| 1    | Guðjón Valur Sigurðsson   | 17   | 24   | 71 %  | 6/7 | 3  |
| 2    | Aron Pálmarsson           | 12   | 24   | 50 %  | 0/0 | 3  |
| 2    | Alexander Petersson       | 12   | 26   | 46 %  | 0/0 | 3  |
| 3    | Arnór Þór Gunnarsson      | 8    | 8    | 100 % | 0/0 | 3  |
| 3    | Arnór Atlason             | 8    | 14   | 57 %  | 0/0 | 3  |
| 4    | Vignir Svavarsson         | 6    | 6    | 100 % | 0/0 | 3  |
| 5    | Ásgeir Örn Hallgrímsson   | 4    | 5    | 80 %  | 0/0 | 3  |
| 6    | Ólafur Guðmundsson        | 2    | 4    | 50 %  | 0/0 | 2  |
| 7    | Kári Kristjánsson         | 1    | 1    | 100 % | 0/0 | 1  |
| 7    | Björgvin Páll Gústavsson  | 1    | 1    | 100 % | 0/0 | 3  |
| 7    | Bjarki Már Gunnarsson     | 1    | 1    | 100 % | 0/0 | 3  |
| 7    | Stefán Rafn Sigurmannsson | 1    | 1    | 100 % | 0/0 | 3  |
| 7    | Rúnar Kárason             | 1    | 2    | 50 %  | 0/0 | 3  |
| 8    | Guðmundur Hólmar Helgason | 0    | 1    | 0 %   | 0/0 | 3  |

### Gardiens de but
| N° | Nom                      | %    | Arrêts | Tirs | MJ |
| -- | ------------------------ | ---- | ------ | ---- | -- |
| 1  | Björgvin Páll Gústavsson | 26 % | 30     | 116  | 3  |
| 2  | Aron Rafn Eðvarðsson     | 7 %  | 1      | 15   | 3  |